# Breitbeil

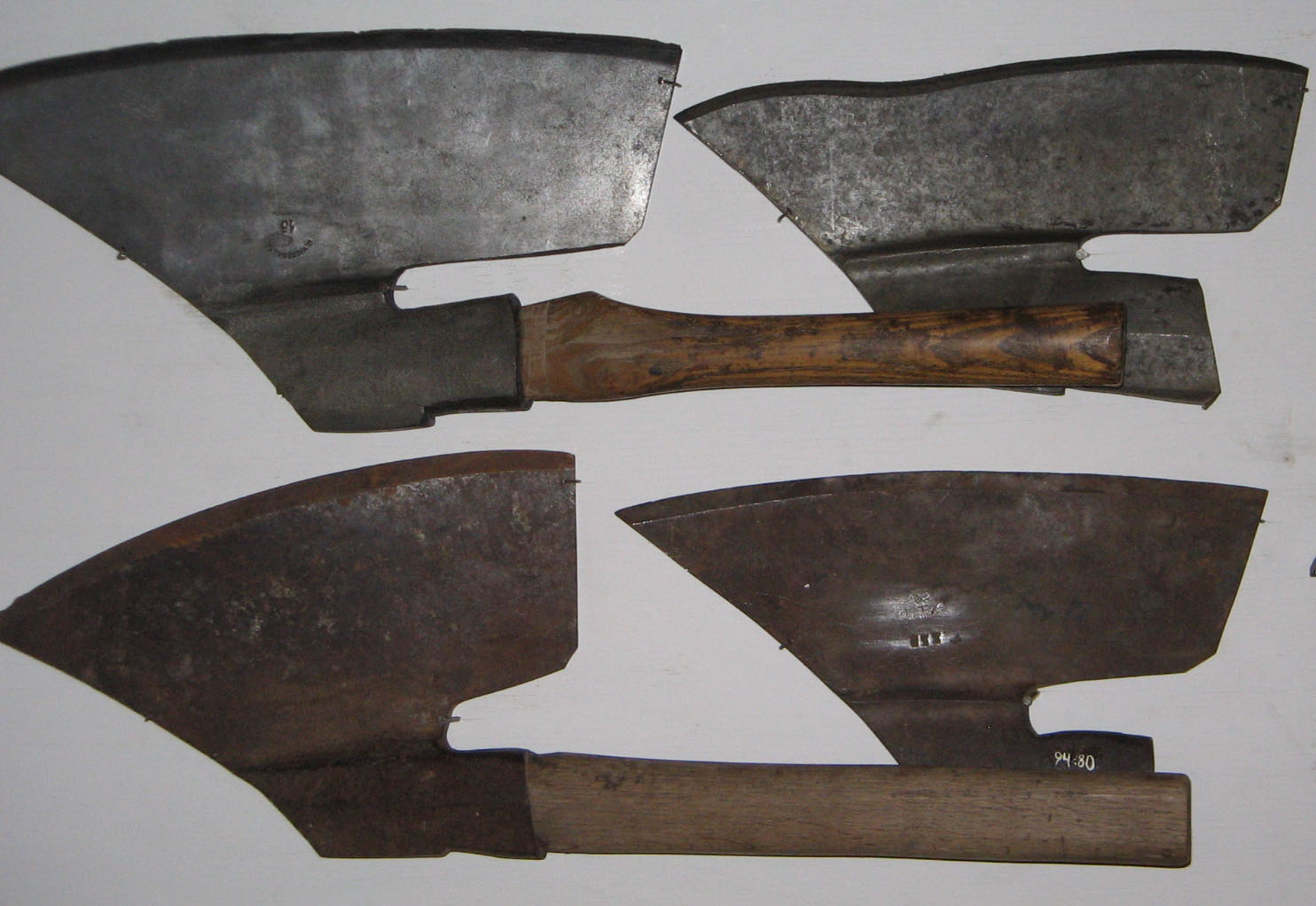
Verschiedene Breitbeile

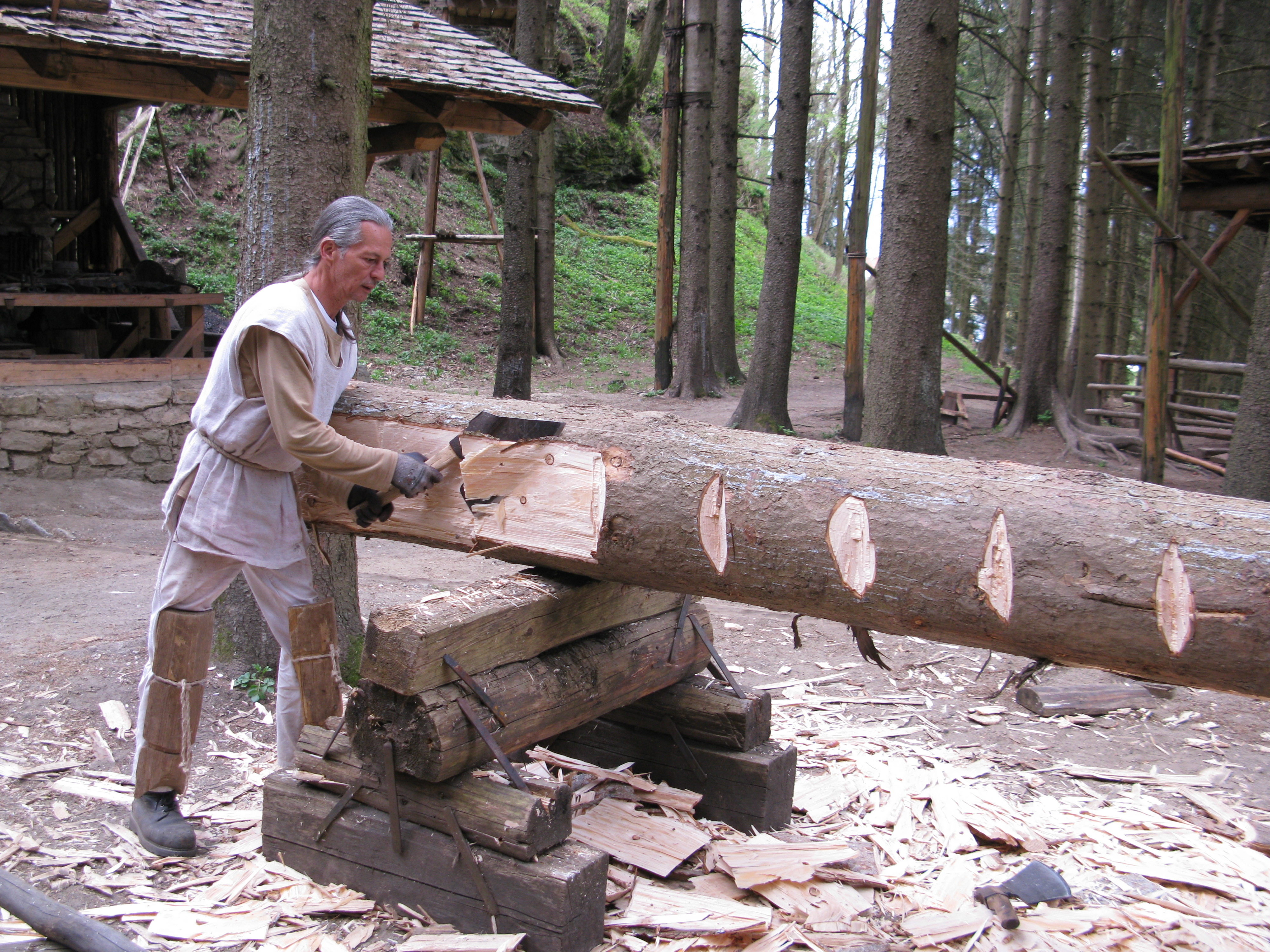
Behauer auf der Burgbaustelle Friesach

Das Breitbeil – auch Breitaxt, Breitbeilaxt oder Beschlagbeil genannt – wird als Beil zum Behauen von Rundholz zu Balken verwendet und gehörte zur Grundausstattung der Zimmerleute. Heute hat es keine praktische Bedeutung mehr, da Sägewerke seine Aufgabe vollständig übernommen haben.
Das Breitbeil ist etwa 50 bis 70 cm lang und unterscheidet sich von anderen Äxten und Beilen dadurch, dass eine Seite des Kopfes abgeflacht ist und der Stiel schräg zum Kopf läuft. Dabei gibt es rechte und linke Ausführungen. Außerdem ist der Kopf größer als der anderer Äxte. Die Schneide ist einseitig angeschliffen auf der Seite, nach der der Stiel weist. Der Keilwinkel soll etwa 17° betragen. Es gibt noch Zimmerleute, die den Umgang mit dem Breitbeil beherrschen. Mit der Rekonstruktion ganzer Fachwerkbauten wird diese Arbeitsweise wieder gefördert.
Eine umfangreiche Sammlung historischer Breitbeile und weiterer alter Holzbearbeitungswerkzeuge befindet sich im Besitz des niedersächsischen Bildhauers Hans-Tewes Schadwinkel.
Da in einem Wikingergrab in Langeid in Norwegen zusammen mit einer Breitaxt das Langeid-Schwert von etwa 1025 n. Chr. gefundene wurde, ist auch von einer anderen Verwendung der Äxte auszugehen.

## Geschichte

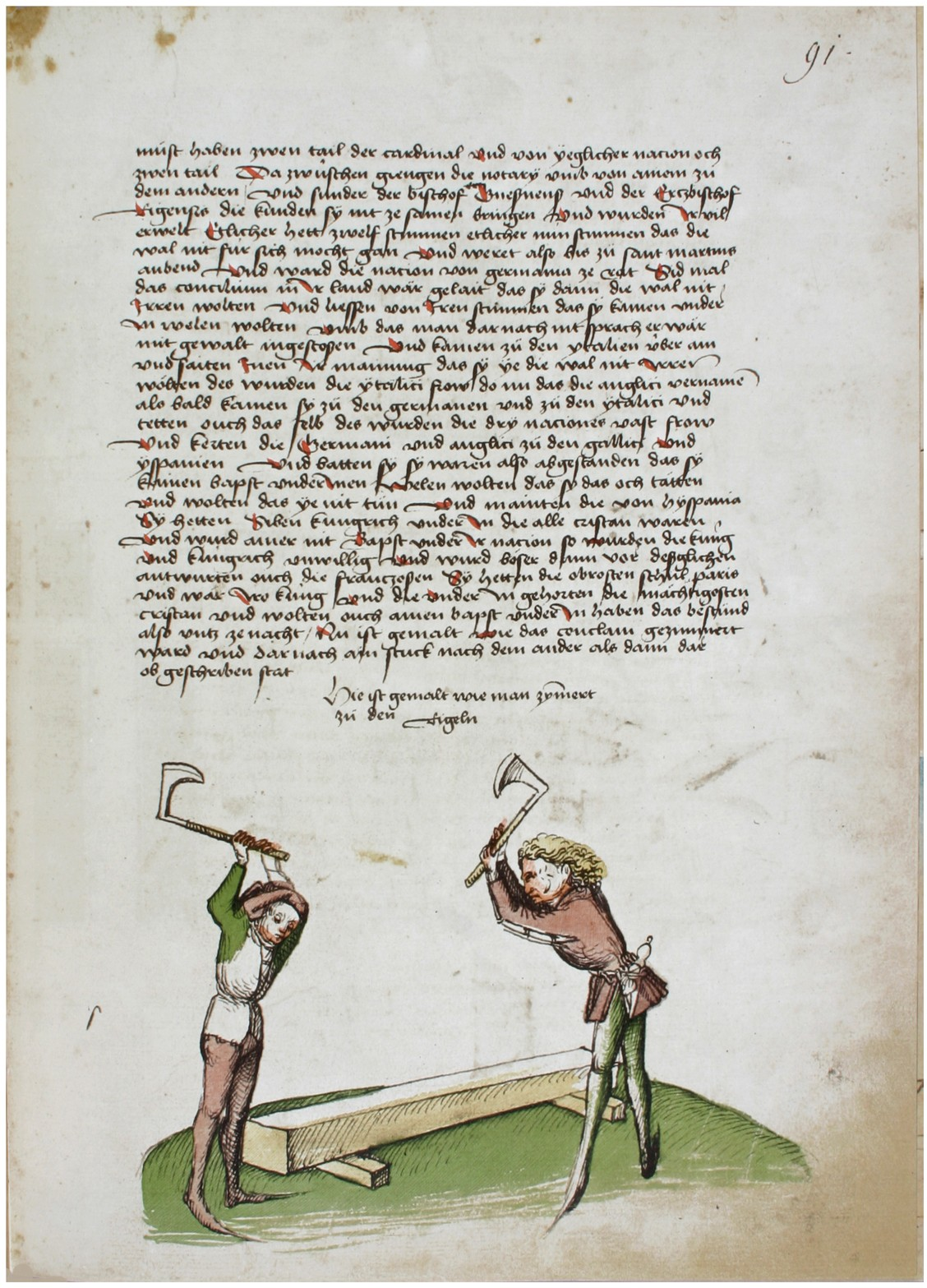
Richental Chronik: Behauen eines Balkens

Das Behauen von Baumstämmen geht zurück bis zum Erstellen fester Behausungen. Zuerst allerdings fanden Steinwerkzeuge und später Bronzewerkzeuge Verwendung. Auch die Römer hatten bereits spezielle Beile zur Holzbearbeitung. Mit der Massenherstellung von Eisen für Waffen und Werkzeug wurden diese mit der Zeit immer mehr spezialisiert und verfeinert, bis im Mittelalter das noch heute verwendete Breitbeil zum Einsatz kam.

## Einzelnachweise

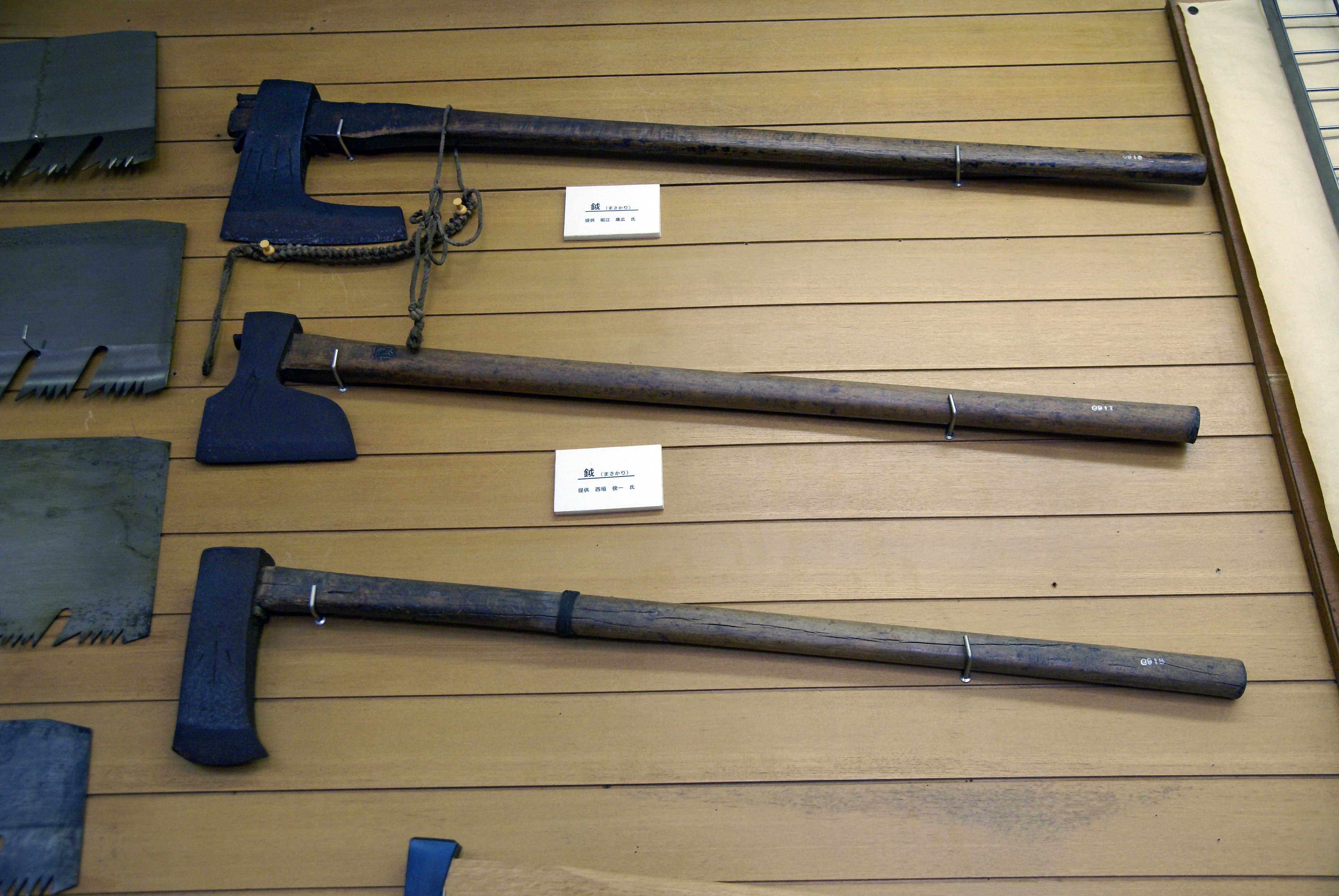
Traditionelle japanische Breitäxte im Werkzeugmuseum von Miki
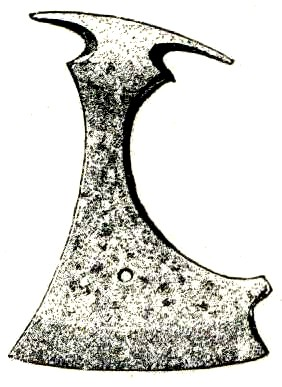
Äxte aus der schwedischen Eisenzeit, Gotland
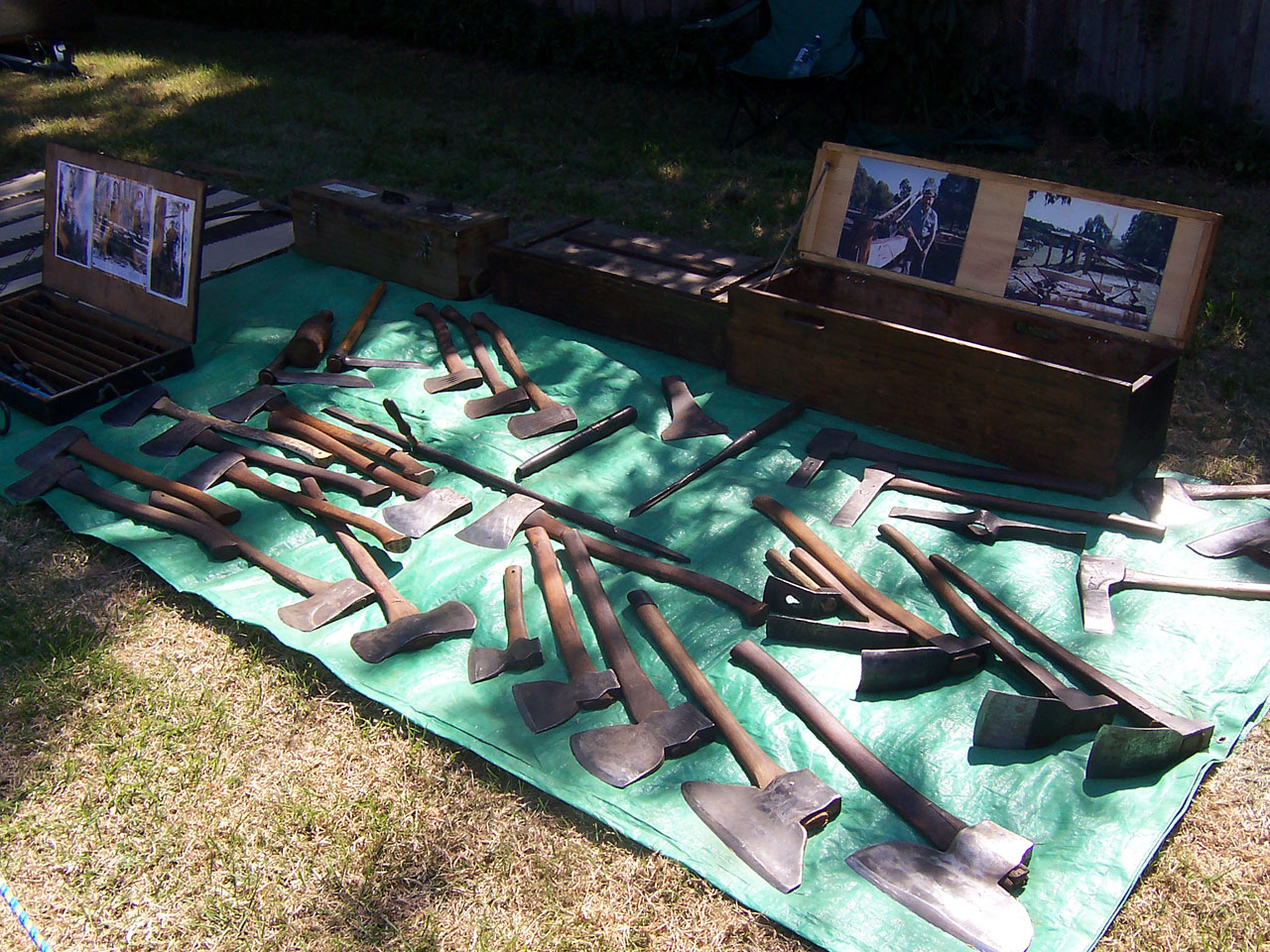
Verschiedene breite Äxte und Beile unten rechts
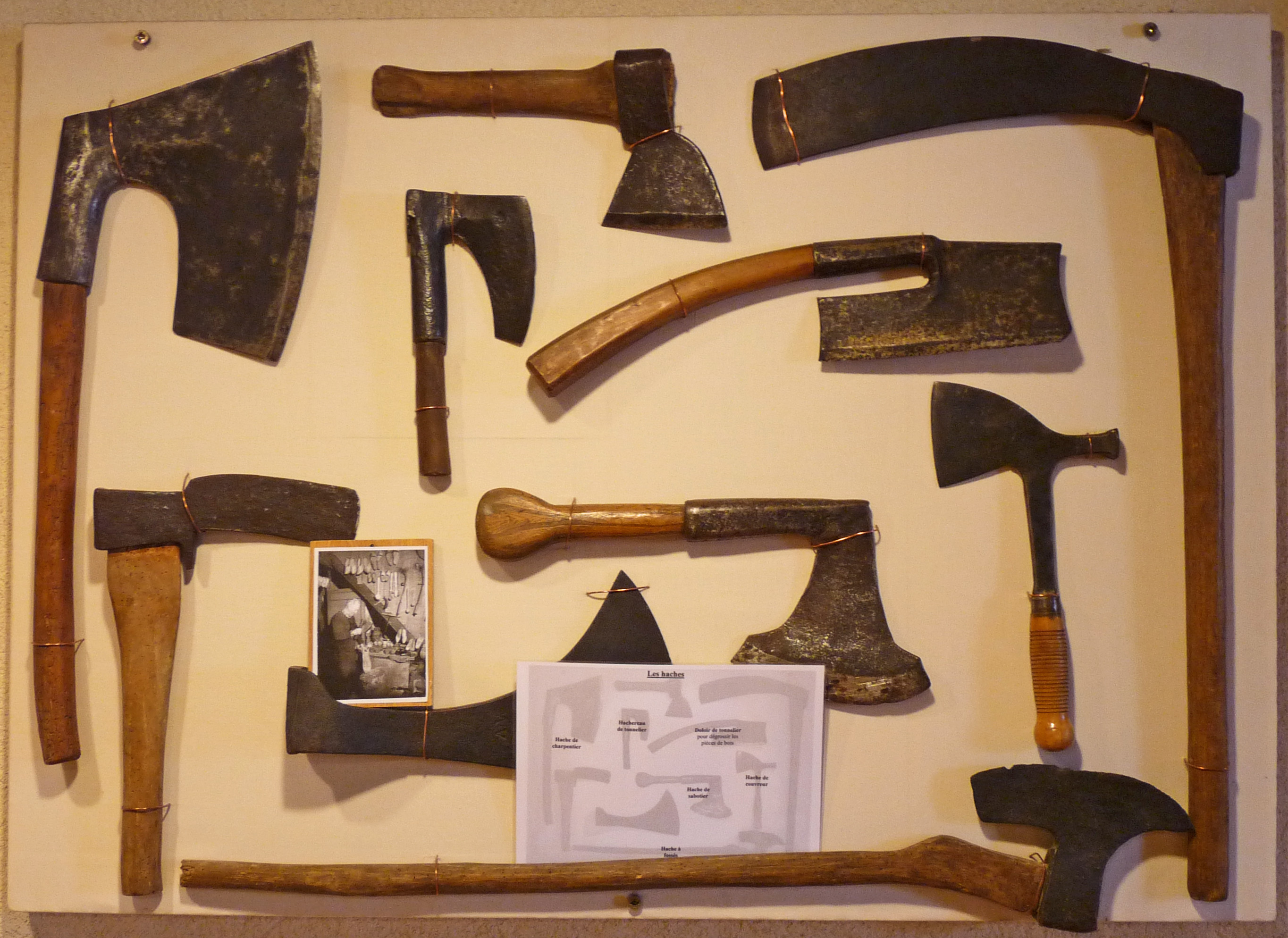
Verschiedene französische Beile und Äxte
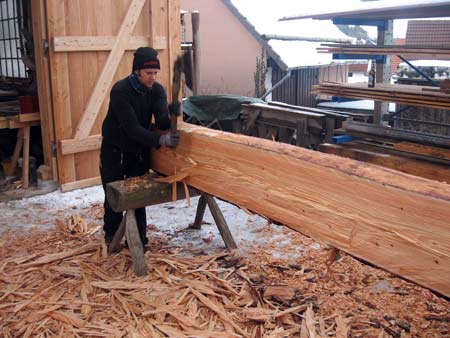
Ein Stamm wird mit dem Breitbeil zugerichtet